# Christmas, Florida
Christmas är en ort i Orange County i delstaten Florida, USA.